# Веленій-де-Муреш
Веленій-де-Муреш (рум. Vălenii de Mureș) — село у повіті Муреш в Румунії. Входить до складу комуни Бринковенешть.
Село розташоване на відстані 291 км на північ від Бухареста, 42 км на північний схід від Тиргу-Муреша, 92 км на схід від Клуж-Напоки.

## Населення
За даними перепису населення 2002 року у селі проживали 1304 особи.
Національний склад населення села:
| Національність | Кількість осіб | Відсоток |
| -------------- | -------------- | -------- |
| угорці         | 1143           | 87,7%    |
| румуни         | 152            | 11,7%    |
| цигани         | 7              | 0,5%     |

Рідною мовою назвали:
| Мова      | Кількість осіб | Відсоток |
| --------- | -------------- | -------- |
| угорська  | 1142           | 87,6%    |
| румунська | 158            | 12,1%    |